# Франсис Бомонт
Франсис Бомонт (енгл. Francis Beaumont; Грас Дје, 1584 — Лондон, 6. март 1616) био је енглески песник и драмски писац. Сарађивао је са Џоном Флечером, а после његове смрти са Ф. Месинџер и другима. Од 52 сачувана комада, у сарадњи са Флечером написао је само 12, а најпознатији су: Женомрзац (1606) и Витез зажареног тучка (1607).